# 黃輔相
黃輔相（？—1856年），字斗南，贵州贵筑县（今贵州省贵阳市）人，清朝政治人物、同進士出身。

## 生平
道光二十五年（1845年）太后七旬乙巳恩科進士，三甲四十二名，分發廣西知縣，權陸川、博白縣事，以捕盜著能聲。升任横州知州，镇安府知府，左江道、右江道。咸丰年间，广西各地多反清起义，黃輔相率兵征讨，有功。咸丰六年（1856年），黃輔相战败被捕，自尽。

## 延伸阅读
[在维基数据编辑]
 《清史稿·卷490》，出自趙爾巽《清史稿》